# Ротари чесма
Ротари чесма се налази на Тргу Републике у Нишу. Саградили су је нишки Ротари клубови РK Ниш, РK Ниш - Kонстантин Велики, РK Ниш - Центар, РK Ниш - Наиссус и РK Ниш – Медијана, у име свих тадашњих, бивших и будућих Ротаријанаца који су је наменили својим суграђанима. 
Октобра 2012. године Градска општина Медијана је покренула акцију под називом „17. чесама за 17. векова хришћанства” и упутила позив потенцијалним донаторима. Година 2013. била је година прославе 1700 година од доношења Миланског едикта па је ова акција планирана као део прославе тог јубилеја.
Аутор је академски вајар Владан Ашанин. Чесма је „двострана” са две луле које се налазе у центрима „зупчаника”, симбола Ротарија. Саграђена је од масивних мермерних плоча на којима су угравирани христовии монограми. Чесма је јединствена по томе што је, у духу Ротарија, морала да обезбеди максималну штедњу пијаће воде. Уграђене су педале са специјалним механизмом тако да вода на лулама тече тек када се те педале притисну.
Међу нишким Ротаријанцима је и раније постојала идеја да се направи једна јавна чесма а ову прилику је препознао Светозар Алексов, први председник Ротари клуба Ниш-Медијана и упознао актуелног председника Kлуба, Сашу Петровић са акцијом општине Медијана. На иницијативу Саше Петровић, окупили су се сви председници нишких Ротари клубова и одмах одлучили да упуте заједнички допис организатору акције и истакну своју жељу да учествују. Формиран је одбор за изградњу  Ротари чесме који су чинили председници нишких Ротари клубова и то Владан Ашанин, председник РK Ниш, Љубиша Здравковић, председник РK Ниш – Kонстанитн Велики, Никола Пејовић, председник РK Ниш – Центар, Соња Денић, председник РK Ниш – Наиссус и Саша Петровић, председник РK Ниш – Медијана.
Одлучено је да представник Одбора буде Саша Петровић. Сама чињеница да је међу председницима Kлубова и Владан Ашанин, познати вјар, у старту је решила дилему ко ће бити аутор чесме. 
Вредност донације Ротари клубова је 4.000 € док је Градска општина Медијана обезбедила прикључак на водоводну и канализациону мрежу као и потребне дозволе. Сама изградња чесме на Тргу Републике је започета 18. септембра 2013. године, а свечано је пуштена у рад 5. октобра исте године, у присуству председника општине Медијана, већника, Гувернера Ротари дострикта Николе Обрадовић и многобројних Ротаријанаца и грађана.
Чесма је уговором предата Општини Медијана уз обавезу да се стара о њој и редовно је одржава.